# Acanthodelta spectatura
Acanthodelta spectatura är en fjärilsart som beskrevs av Walker 1858. Acanthodelta spectatura ingår i släktet Acanthodelta och familjen nattflyn. Inga underarter finns listade i Catalogue of Life.